# 1208
Високе Середньовіччя •  Золота доба ісламу •  Реконкіста •  Хрестові походи •  Київська Русь

## Геополітична ситуація
Візантійська імперія розпалася на кілька держав. Королем Німеччини обрано Оттона IV. Філіп II Август править у Франції (до 1223).
Апеннінський півострів розділений: північ належить Священній Римській імперії, середню частину займає Папська область, більша частина півдня належить Сицилійському королівству. Деякі міста півночі: Венеція, Піза, Генуя тощо, мають статус міст-республік, частина з яких об'єднана Ломбардською лігою.
Південь Піренейського півострова в руках у маврів. Північну частину півострова займають християнські Кастилія, Леон (Астурія, Галісія), Наварра, Арагонське королівство (Арагон, Барселона) та Португалія. Іоанн Безземельний є королем Англії (до 1216), а королем Данії — Вальдемар II (до 1241).
У Києві княжить Рюрик Ростиславич (до 1210), у Галичі — Роман Ігорович, Всеволод Велике Гніздо — у Володимирі-на-Клязмі (до 1212). Новгородська республіка та Володимиро-Суздальське князівство фактично відокремилися від Русі. У Польщі період роздробленості. На чолі королівства Угорщина стоїть Андраш II (до 1235).
В Єгипті, Сирії та Палестині править династія Аюбідів, невеликі території на Близькому Сході утримують хрестоносці. У Магрибі панують Альмохади. Сельджуки окупували Малу Азію. Хорезм став наймогутнішою державою Середньої Азії, а Делійський султанат — Північної Індії. Чингісхан розпочав свої завоювання. У Китаї співіснують держава ханців, де править династія Сун, держава чжурчженів, де править династія Цзінь, та держава тангутів Західна Ся. На півдні Індії домінує Чола. В Японії триває період Камакура.

## Події
- Галицьким князем став Роман Ігорович. Його брат Володимир Ігорович повернувся в Путивль.
- Олександр Всеволодович змістив малолітнього Данила Галицького з володимирського престолу.
- 15 січня сталося вбивство папського легата на півдні Франції, що стало приводом до другого хрестового походу проти альбігойців.
- 21 червня у Бамберзі вбито короля Німеччини Філіпа Швабського. 11 листопада новим королем обрано Оттона IV з родини Вельфів.
- Імператор Латинської імперії Генріх де Ено завдав під Філіпполем поразки об'єднаним силам болгар та Нікейської імперії.
- Папа римський Іннокентій III наклав інтердикт на Англію, оскільки англійський король Іоанн Безземельний відмовився визнати призначеного Святим Престолом архієпископа Кентерберійського. Інтердикт не викликав масового невдоволення в Англії.
- Після перемоги в битві під Леною над силами Сверкера Молодшого, якого підтримували данці, шведським королем став Ерік X.
- Лицарі Лівонського хрестового походу почали підкорення естів.
- Архієпископом міста Тренто (Північна Італія) укладено перший у Європі гірничий статут.
- У китайській столиці Ханчжоу сталася пожежа, в якій згоріло понад 50 тис. будинків.